# Richard Priestman
Richard John Priestman (Liverpool, 16 de julio de 1955) es un deportista británico que compitió en tiro con arco, en la modalidad de arco recurvo. Estuvo casado con la arquera Vladlena Kolesnykova.
Participó en tres Juegos Olímpicos de Verano, entre los años 1984 y 1992, obteniendo dos medallas de bronce en la prueba de equipo, en Seúl 1988 (junto con Steven Hallard y Leroy Watson) y en Barcelona 1992 (con Steven Hallard y Simon Terry).

## Palmarés internacional
| Juegos Olímpicos | Juegos Olímpicos     | Juegos Olímpicos  | Juegos Olímpicos |
| Año              | Lugar                | Medalla           | Prueba           |
| ---------------- | -------------------- | ----------------- | ---------------- |
| 1988             | Seúl (Corea del Sur) | Medalla de bronce | Equipo           |
| 1992             | Barcelona (España)   | Medalla de bronce | Equipo           |